# Wichita, Kansas
Wichita este o municipalitate, un oraș și sediul comitatului Sedgwick din statul Kansas, Statele Unite ale Americii.